# CROSS BUZZ BEAT
CROSS BUZZ BEAT （クロス・バズ・ビート）は、CROSS FMで放送されていたラジオ番組。2002年4月～2003年3月までの毎週月曜日から木曜日21:00〜24:00（JST）、今は無き博多駅GIGAスタジオから生放送された。ナビゲーターは吉村昌広が務めた。なお同時期の毎週金曜日の同時間帯は「CROSS BUZZ BEAT FRIDAY」が放送された。

## 概要
- CROSS FMの大人気番組であった「北野CLUB」の終了に伴いスタートした夜のワイド番組。

## ナビゲーター
- 吉村昌広

同時期は「FLYING SATURDAY」でもナビゲーターを担当しており、日曜日を除く毎日同局での担当番組があった。またこの番組の間、「吉村バズオ」というあだなもついていた。

## コーナー
- BUZZ VOTE （22:10〜22:40）

毎日1つのテーマについてリスナーから同局のホームページに設置されたBBSに書き込みを募るコーナー。火曜日は北九州市がスポンサーになっていた。
- BUZZ STYLE

世の中のトレンドについて専門家に話を伺う。

## CROSS BUZZ BEAT FRIDAY
- 毎週金曜日の同時間帯には、同じく吉村昌広がナビゲーターを務める「CROSS BUZZ BEAT FRIDAY」が、同じく博多駅GIGAスタジオから放送された。タイムテーブル上では別番組になっているものの、番組の内容は大差はなかったが、こちらではJ-POP中心で選曲された。なお、2002年7月からは23:00〜24:00にFM North Waveとの共同制作番組「POWER TRAX」がスタートしたため、21:00〜23:00に短縮された。

| CROSS FM 平日夜のワイド番組                                        | CROSS FM 平日夜のワイド番組 | CROSS FM 平日夜のワイド番組                   |
| 前番組                                                             | 番組名                      | 次番組                                        |
| ------------------------------------------------------------------ | --------------------------- | --------------------------------------------- |
| 北野CLUB（月〜木 21:00-24:00） GROOVE TRAIN 9to0（金 21:00-24:00） | CROSS BUZZ BEAT             | CROSS EVENING SHOW JUST RADIO （18:00-23:00） |